# Voies respiratoires
Pour la signification aéronautique, voir Voie aérienne.
En anatomie humaine, les voies respiratoires, ou voies aériennes (calque de l'anglais airways), sont des conduits qui permettent le passage de l'air entre l'extérieur du corps et les poumons, depuis le nez et la bouche jusqu'aux alvéoles pulmonaires, au cours de la ventilation (respiration : inhalation/expiration). On distingue les voies respiratoires supérieures allant du nez au larynx, et les voies inférieures, allant de la trachée aux alvéoles.

## Anatomie

### Voies respiratoires supérieures

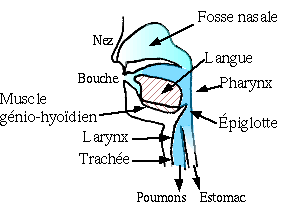
Voies respiratoires supérieures : vue en coupe de profil de la tête et du cou, vue en coupe de profil de la tête et du cou.

Les voies respiratoires supérieures sont extrathoraciques et se composent des fosses nasales, de la bouche, du pharynx et du larynx.

### Voies respiratoires inférieures

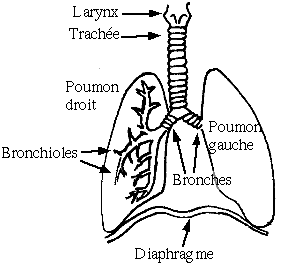
Voies respiratoires intrathoraciques : vue en coupe de face du cou et de la poitrine.

Les voies respiratoires inférieures sont intrathoraciques et se composent d'une zone de conduction (trachée, bronches souches et lobaires, bronchioles) et d'une zone d'échange (conduits et sacs alvéolaires, alvéoles pulmonaires). Les voies aériennes inférieures étaient considérées comme stériles, mais il a été récemment mis en évidence (2015), une flore polymicrobienne, bactérienne, virale ou fongique.

#### Bronches souches
Les bronches souches droite et gauche n'ont pas le même angle. La bronche souche droite est plus proche de la verticale.
Ce sont deux divisions de la trachée. Chacune pénètre dans un poumon au niveau du hile pulmonaire.
Les inhalations accidentelles de corps étrangers sont beaucoup plus fréquentes à droite qu'à gauche.

## Histologie
L'intérieur des voies aériennes est recouvert d'une muqueuse. Les cellules de celle-ci produisent un mucus qui est repoussé vers le haut en permanence par des microcils (comme un tapis roulant). Le tabagisme altère la fonction de ces cils, ce qui explique la toux chronique des fumeurs qui n'ont que ce moyen pour « nettoyer » leurs bronches.

## Physiologie
Les fonctions des voies respiratoires ne sont pas exclusivement dédiées à la respiration :
- Fonctions respiratoires
  - Ventilation pulmonaire (conduction de l'air et résistance au passage de l'air, etc.)
  - Défense (facteurs mécaniques, flore normale, etc.)
  - Conditionnement de l'air inspiré.

- Fonctions non respiratoires (ou indirectes) des voies supérieures
  - Défense
  - Déglutition
  - Phonation, chant
  - Olfaction, goût

- Fonctions non respiratoires des voies inférieures
  - Défense

Les muscles lisses entourant les voies aériennes intrathoraciques sont contrôlés par le système nerveux autonome (sympathique et parasympathique).